# Iberia Cargo

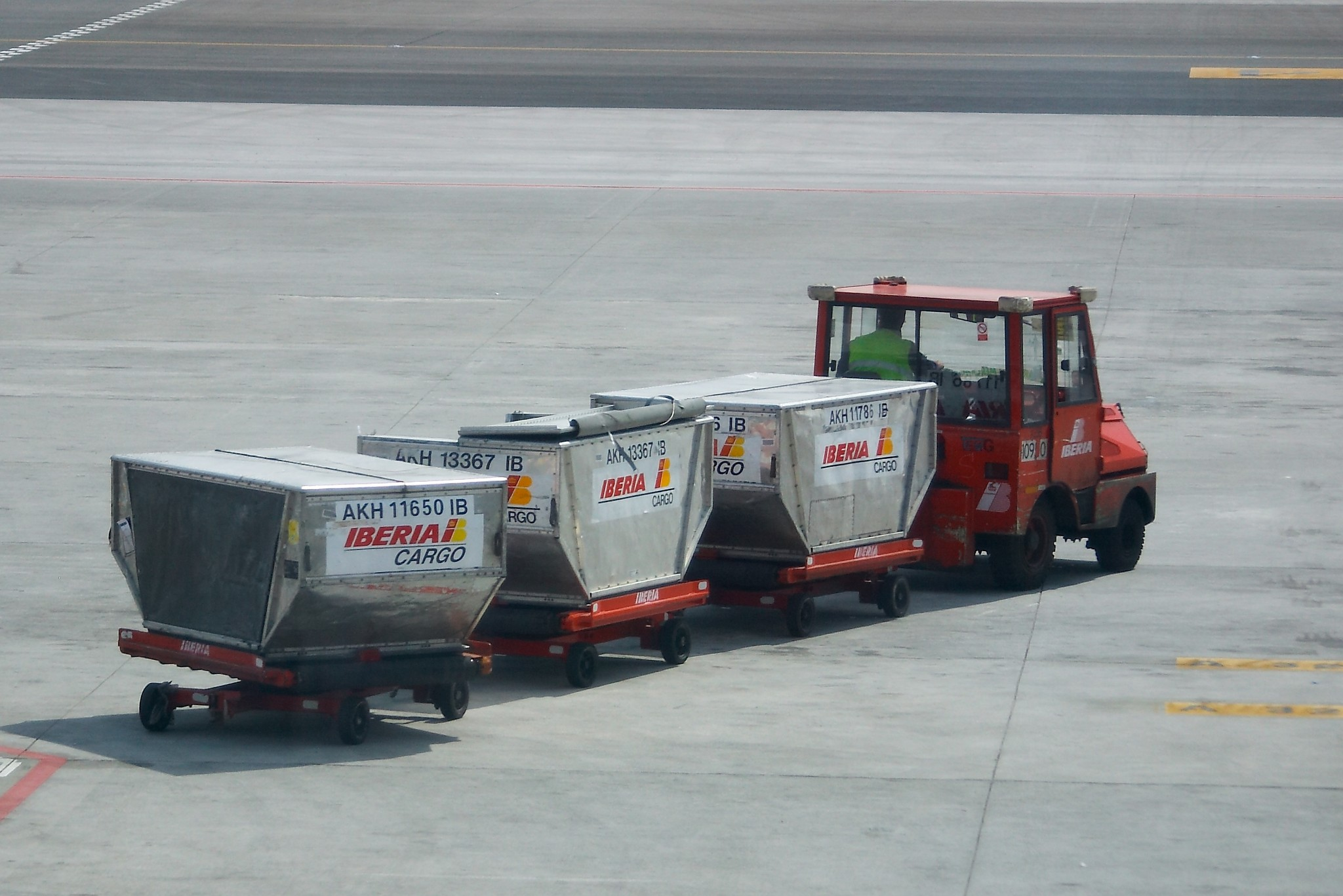
Tractor de Iberia Cargo remolcando contenedores de equipaje en el Aeropuerto de Madrid Barajas.

Iberia Cargo es la compañía que gestiona el transporte de carga, mercancía y correo que Iberia realiza en las bodegas de los aviones de vuelos regulares, complementado con aviones cargueros y camiones. Asimismo, a través de su filial Cacesa, ofrece un servicio de paquetería urgente. En septiembre de 2007 se convirtió en la primera compañía en implantar el billete electrónico para realizar envíos de mercancía, lo que supone la eliminación del papel, así como la simplificación de los procesos.

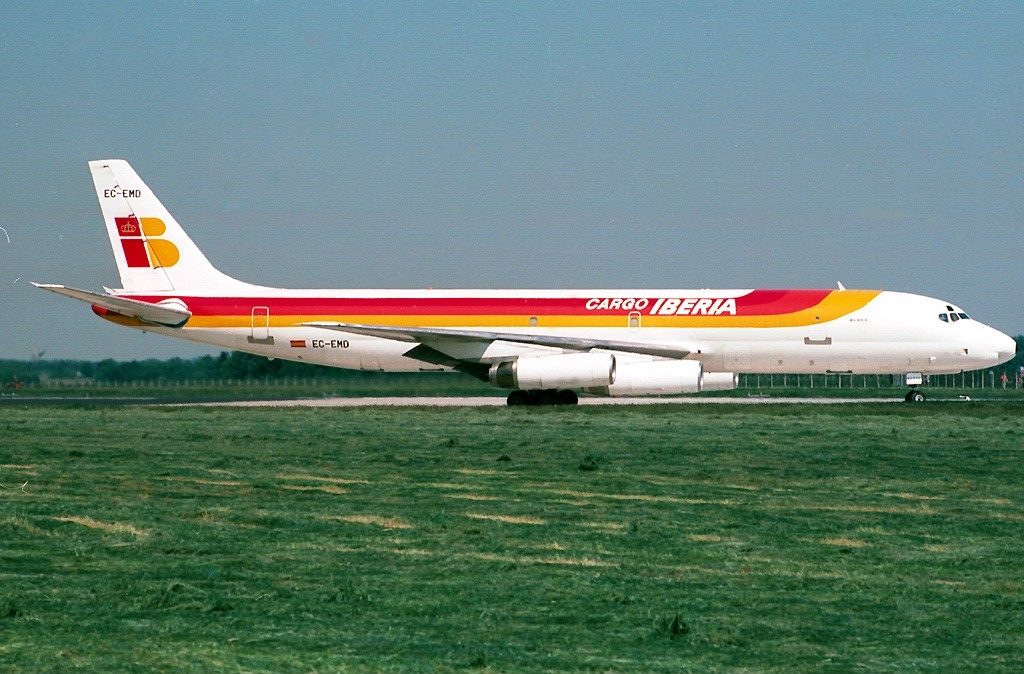
Uno de los Douglas DC-8-62(F) operados por la compañía.

Durante unos años, Iberia Cargo utilizó aviones Douglas DC-8-62 para sus vuelos de paquetería, aviones que pasarían a la corporación Cygnus Air.

## Madrid Cargo Terminal
El centro de operaciones de Iberia Cargo es la  Terminal de Carga de Madrid (Madrid Cargo Terminal), construida en 1994 para la entrada y salida de carga intercontinental. Sus características técnicas son:
- 16.400 m², 9.000 m² en lado tierra, con 9 muelles y 7.400 m² en el lado aire sobre parcela de 35.000 m².
- 36 muelles de carga y descarga de vehículos.
- Almacén robotizado con 375 posiciones de pallets de 10 pies
- 5 niveles de almacenaje.